# 3786 Yamada
3786 Yamada è un asteroide della fascia principale. Scoperto nel 1988, presenta un'orbita caratterizzata da un semiasse maggiore pari a 2,5504739 UA e da un'eccentricità di 0,0789142, inclinata di 14,29845° rispetto all'eclittica. L'asteroide è dedicato a Sakao Yamada, un ingegnere che ha prodotto molte camere Schmidt usate in Giappone.
L'asteroide è dedicato all'ingegnere giapponese Sakao Yamada, fondatore di un'azienda specializzata in apparecchiature ottiche per l'astronomia.